# Ozyptila parvimana
Ozyptila parvimana är en spindelart som beskrevs av Simon 1886. Ozyptila parvimana ingår i släktet Ozyptila och familjen krabbspindlar.
Artens utbredningsområde är Senegal. Inga underarter finns listade i Catalogue of Life.